# Clara West

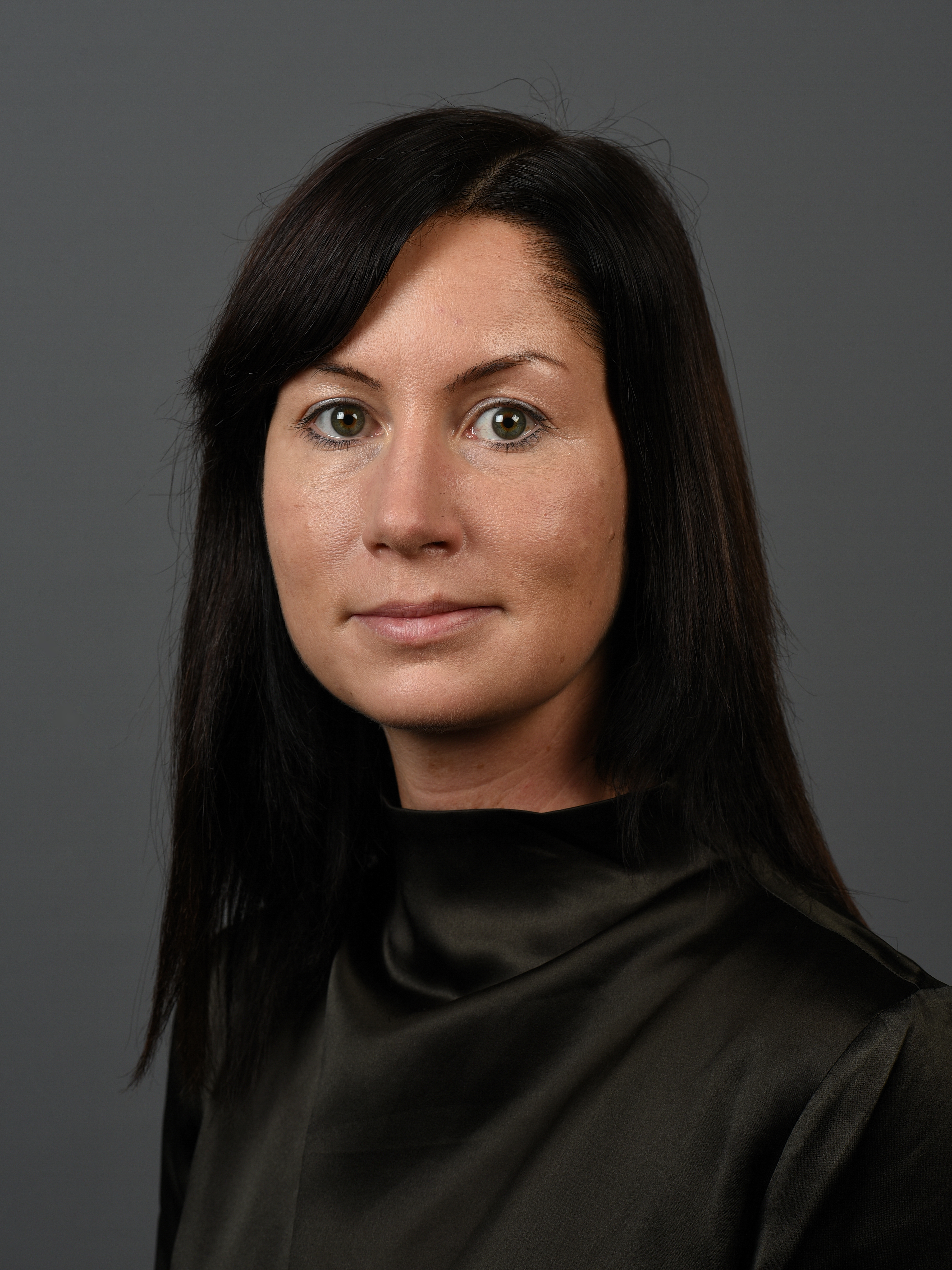
Clara West, 2017

Clara Margarete West (* 7. Juli 1981 in Freiburg) ist eine deutsche Politikerin (SPD).

## Leben
West wuchs in Eutin, Schleswig-Holstein, auf. Nach ihrem Abitur im Jahre 2000 studierte West zunächst Rechts-, nach drei Semestern Erziehungs- und Politikwissenschaften an der Universität Kiel und in Berlin von 2000 bis 2005. Im Juli 2011 wurde sie an der Universität Halle bei Thomas Olk zur Dr. phil promoviert, Thema der Dissertation deren Zweitkorrektor Frank Adloff war, war Bestandsaufnahme der Bedeutung verschiedener Motivgruppen bei Spendern. Noch zur Schulzeit, im Jahr 1996, begann West sich politisch zu engagieren und wurde Mitglied bei den Jusos, 1997 in der SPD. Von 2006 bis 2011 war West Mitglied in der Bezirksverordnetenversammlung Pankow und dort im Finanz- und im Kulturausschuss. Am 18. September 2011 gelang ihr im Wahlkreis Pankow 7 bei der Wahl zum Abgeordnetenhaus von Berlin 2011 als Kandidatin der SPD der Einzug als Abgeordnete in das Abgeordnetenhaus von Berlin. Im September 2016 konnte sie das Direktmandat erneut erringen. Sie war stellvertretende Fraktionsvorsitzende und Mitglied des Hauptausschusses.
2020 verkündete West bei der Wahl zum Abgeordnetenhaus von Berlin 2021 nicht erneut zu kandidieren.